# Sergio Álvarez Mata
Pour les articles homonymes, voir Sergio Álvarez, Álvarez et Mata.
Sergio Álvarez Mata (19 juillet 1962) est un homme politique mexicain, membre du Partido Acción Nacional, et depuis le 1er octobre 2006 Secrétaire Général du Gouvernement de l'État de Morelos.
Sergio Álvarez Mata est un avocat issu de l'Universidad Autónoma del Estado de Moralos et a suivi des études de maîtrise en Droit constitutionnel et Démocratie auprès de l'Universidad Anáhuac del Sur.
Il a commencé ses activités politiques en 1997, quand il fut élu Président Municipal suppléant de Cuernavaca, avec Sergio Estrada Cajigal.
- En 2000 il est élu député au Congrès de Morelos
- En 2003 il devient député fédéral dans la LIXe législature.
- En 2006 il est élu sénateur pour Morelos pour une période qui se conclura en 2012, mais dès le 1er octobre, il a assumé la charge de Secrétaire Général du Gouvernement de Morelos dans le gouvernement de Marco Antonio Adame Castillo, et a donc été remplacé au sénat par sa suppléante, Martha Leticia Rivera Cisneros.